# Melastrota nigrisquamata
Melastrota nigrisquamata är en fjärilsart som beskrevs av Swinhoe 1901. Melastrota nigrisquamata ingår i släktet Melastrota och familjen björnspinnare. Inga underarter finns listade i Catalogue of Life.